# Dwór w Strachocinie
Dwór w Strachocinie – zabytkowy dwór w Strachocinie.

## Historia
Pierwotnie na przełomie XVI i XVII wieku wieś dzierżawiła rodzina Bobolów, którzy mieszkali w miejscowym dworku (obecny teren pod nazwą „Bobolówka”), w 1591 w Strachocinie urodził się późniejszy święty i Patron Polski Andrzej Bobola.
W połowie XIX wieku właścicielami posiadłości tabularnej Strachocina byli spadkobiercy Giebułtowskiego i rodzeństwo Laskowskich, w tym Florian Giebułtowski W latach 60. jako właścicielka dóbr tabularnych figurowała Sabina Morsé (1812-1901), następnie w latach 70. jej mąż Wincenty (1809-1812). Ich córkami były Teofila (ur. 1846, żona Franciszka Gniewosza) i Zofia (ur. 1844, żona Edmunda Dydyńskiego, matka Kazimiery Dydyńskiej). Po śmierci Wincentego Morze dziedzicem została jego córka z mężem Edmundem Dydyńskim (1837-1883). Potem w połowie lat 80. wieś posiadali Zofia Dydyńska i spadkobiercy. Na początku ostatniej dekady XIX wieku właścicielkami tabularnymi dóbr we wsi były Helena, Kazimiera i Zofia Dydyńskie, według stanu z 1897 jako właścicielka figurowała Helena Dydyńska, w 1904 jej spadkobiercy, a w 1905 Zofia i Kazimierz Dydyńscy (posiadali wtedy we wsi obszar 330,7 ha). Według stanu z 1911 właścicielkami tabularnymi były Niedźwiedzka i Zofia Dydyńska, posiadające 321 ha. W drugiej dekadzie XX wieku właścicielką była Kazimiera Dydyńska. Po jej śmierci w 1947, formalnym spadkobiercą był usynowiony przez nią Jerzy Pajączkowski-Dydyński (1894-2005), który przebywał tam przed 1939, a ponownie odwiedził to miejsce w 1991 roku, starając się jednocześnie o odzyskanie majątku.
Budynek dworski został zniszczony. Zachował się jedynie park dworski wraz z aleją ze starodrzewia, który stanowi obiekt zabytkowy.